# Dynastie Xin
Cette page contient des caractères spéciaux ou non latins. S’ils s’affichent mal (▯, ?, etc.), consultez la page d’aide Unicode.
9–23
Entités précédentes :
- Han occidentaux

Entités suivantes :
- Han orientaux

La dynastie Xin (新朝, Xīn Cháo, « nouvelle dynastie ») est une dynastie chinoise du Ier siècle de notre ère n'ayant compté qu'un seul empereur. Son fondateur, Wáng Măng (王莽), un dignitaire de la dynastie Han, s'empara du pouvoir en 9 apr. J.-C. Il s'efforça de mettre en pratique l'idéal social et politique des classiques confucéens, projet irréaliste qui s'acheva dans le chaos et la perte de sa courte dynastie en 23, le laissant avec une réputation d'usurpateur.

## Les réformes de la dynastie Xin

### Régime de la terre et du servage

Système dit « puits-champ » (井田 jǐngtián).

- Système dit « puits-champ » (井田, jǐngtián) : les terres sont cultivées par groupes de neuf parcelles formant un carré (la parcelle centrale est le « puits »). Huit foyers paysans cultivent chacun une parcelle dont il garde la récolte ; la parcelle centrale dont le produit revient au seigneur est cultivée par les huit foyers en commun.
- Les terres reviennent à l'État. Il est interdit de les vendre et on en a seulement la jouissance. Les paysans se voient attribuer une surface dépendant de la force de travail de la famille, évaluée selon le sexe et l'âge des membres. Les terres non cultivables par manque de bras retournent à l'État.
- Le servage et l'esclavage subsistent, mais les serfs et esclaves ne peuvent être vendus.
- Les champs ne peuvent être laissés en friche sous peine d'amende. Les vagabonds doivent être mis au travail.

### Commerce et finances
- Contrôle de l'État sur six activités (六筦事業, Liù guǎn shìyè)

Les marchés (五均賒貸, Wǔ jūn shēdài) : à Chang'an et dans cinq autres villes, un fonctionnaire contrôle le marché et fixe chaque saison les prix à ne pas dépasser. Il rachète à prix coûtant les produits de subsistance (céréales, tissu) en surplus qui ne doivent pas être stockés inutilement. Il doit fournir des prêts sans intérêt aux pauvres pour les mariages ou enterrements, ou comme capital à utiliser dans l'exercice de leur profession.
- Les salines, les distilleries d'alcool, les fonderies de fer et de monnaie, l'exploitation des marécages et terres non cultivables reviennent à l'État.
- Des impôts sont prévus sur les bénéfices des ventes de certains produits et les revenus de certaines activités.

## Crises et transition

### Les aléas climatiques
La malchance veut que le lit de l'immense fleuve Jaune qui s'encombre constamment de limon en vienne à un point critique, au point de pousser le fleuve à déborder, serpenter, et finalement déplacer son embouchure du Nord du Shandong à plusieurs centaines de kilomètres plus au sud (années 2, 5, et 11 apr. J.-C.). Cet évènement fluvial rare entraîne l'inondation de plaines entières : les champs de céréales sont inondés, les blés pourrissent dans l'eau ou se font emporter, les récoltes ne sont pas moissonnées. Les habitants subissent donc de terribles années de famines, de chaos et d'épidémies. La faim les pousse vers les contrées voisines qu'ils pillent, augmentant encore la surface des zones affectées.

### Fronde et révoltes
Cette catastrophe fluviale et le chaos associé font basculer la paysannerie dans l'opposition. La croyance chinoise liant la noblesse du souverain et la bonne santé de l'empire, les tremblements de terre et inondations majeures sont ici interprétés comme la volonté du ciel de punir l'usurpateur Wang Mang. La paysannerie, superstitieuse, est encouragée par la noblesse et les marchands mécontents des réformes à se révolter. Aussi, vers 17 apr. J.-C., des armées se constituent. On peut noter les insurrections paysannes des Lülín (綠林兵, armée des « Vertes Forêts ») au sud (Henan, Hubei) et des Chìméi (赤眉, Sourcils Rouges) vers la côte Est (Shangdong, Jiangsu), qui s'organisent pour piller. Mais des seigneurs de l'ancienne famille impériale Liú (t : 劉, s : 刘) constituent également des armées, et s'affirment comme les défenseurs d'une restauration de la dynastie Han et de l'ordre. C'est le cas des frères Liú Yǎn (t : 劉縯, s : 刘演) et Liú Xiù (t : 劉秀, s : 刘秀), au sud de la capitale (Sud du Henan). Liú Yǎn eut l'habileté de combiner sa légitimité dynastique et ses troupes avec celles des Lülín. Mais lorsqu'il fallut choisir un prétendant au trône, les généraux Lülin préférèrent sortir de leurs rangs un soldat — Liú Xuán (t : 劉玄, s : 刘玄 ; n : ?, d : 25 apr. J.-C.) —, un lointain descendant de la famille impériale. L'heure pousse Liú Yǎn à accepter.

### La bataille de Kunyang
La bataille de Kunyang (chinois simplifié : 昆阳之战 ; chinois traditionnel : 昆陽之戰 ; pinyin : Kūnyáng zhī zhàn) se déroule en 23 apr. J.-C. Elle est un exemple de stratégie et de guerre psychologique. Après plusieurs victoires rebelles, l'Empereur Wang Mang se décide à l'envoi d'une armée de 430 000 hommes. Les troupes Liú-Lülin (~10 000) sont divisées en deux unités. L'unité de Liú Xiù se retranche dans la ville de Kunyang et les soldats menacent de déserter. Le subtil Liú Xiù annonce que ce serait une erreur terrible: il est nécessaire de faire bloc, de tenir fermement la ville, et d'appeler des renforts qui tomberont sur des assiégeants fatigués et déprimés. Liú Xiù et treize cavaliers s'éclipsent à la nuit, lèvent de nouvelles troupes et rappellent celles de Liú Yǎn et des autres Lülin. Ensemble, ils provoquent le général loyaliste qui, attaquant avec une armée équivalente de 10 000 hommes, est défait et tué au combat. Les troupes loyalistes restées au siège de Kunyang sont stupéfaites et s'inquiètent. Lorsque les troupes rebelles viennent les attaquer par leur arrière, leurs alliés enfermés sortent, et les soldats loyalistes désertent dans le chaos, augmentant leurs pertes. À l'annonce de cette défaite impériale, des insurrections éclatent partout dans l'empire. La petite armée rebelle a vaincu une armée de 430 000 hommes qui ne se reconstituera jamais.

### La prise du pouvoir Lülin
Les troupes rebelles prennent Wǎnchéng (宛城), et donnent à Liú Xuán le titre d'Empereur Gèngshĭ (更始帝, p : Gèngshĭ Dì). Ce dernier, craignant la popularité de Liú Yǎn, le fait exécuter, tandis que son frère Liú Xiù se voit écarté de l'état-major. L'Empereur Gèngshĭ et les généraux et troupes Lülín prennent Luoyang en 23, puis marchent sur Chang'an. À la capitale, Wang Mang rassemble ses courtisans pour une cérémonie où il « se plaint au Ciel » (哭天大典, Kū tiān dàdiǎn), lui rappelant qu'il ne doit pas l'abandonner après l'avoir choisi, et s'acharne à peaufiner les rituels. Lorsque les troupes Lülín arrivent aux portes de la ville, la jeunesse se soulève. L'empereur Wang Mang se retranche dans le palais impérial et est assassiné avec sa garde personnelle et ses courtisans, sa tête est exposée sur la place Wǎnshì (宛市). Arrivé sur le trône, la nouvelle administration Lülín, faite d'anciens paysans devenus bandits, soldats, meneurs puis administrateurs, se révèle incompétente et corrompue. Les attentes de bonne administration ne sont pas satisfaites, les régions éloignées ne se soumettent pas à la capitale, la rébellion des Sourcils Rouges (Chìméi) se réactive.

### Soulèvement Chìméi et retour de Liú Xiù
Liú Xiù, missionné pour soumettre le Nord du Henan en 23, y est finalement victorieux ainsi que dans le Hebei en 24, puis au Shanxi et au Shaanxi en 25. Il refuse de retourner à la capitale, consolide ses positions sur cette rive nord du fleuve Jaune et attend que les insurgés Chìméi renversent les Lülín incompétents de l'Empereur Gèngshĭ. Dès 24, les généraux loyalistes s'entredéchirent, favorisant l'avancée des 300 000 Chìméi qui prennent Chang'an en 25 avec la reddition de l'Empereur Gèngshĭ. Là encore, la paix tarde à venir tandis que les soldats Chìméi continuent à agir abusivement. Plusieurs palais sont brûlés, le pillage de villages continue, malgré les appels à l'ordre de l'Empereur fantoche (p : Liú Pénzĭ, t : 劉盆子, 17 ans). De nouvelles révoltes anti-Chìméi démarrent. Les Chìméi, à court de vivres, envisagent une retraite vers leur Shandong d'origine. Mais cette retraite est coupée par Liú Xiù, élevé récemment par ses troupes au rang d'Empereur Guāngwǔ. Les Chìméi, épuisés, se rendent et se soumettent aux armées Liú, qui prennent à leur tour Chang'an.

### Établissement de lanouvelle dynastie Han
Le subtil Liú Xiù (désormais Empereur Guāngwǔ (光武帝, p : Guāngwǔ Dì) mène alors une politique éclairée de pardon et d'intégration relative des rebelles, qui lui permet de réunifier le reste de l'Empire en quelques années. L'empereur fantoche des Chìméi est épargné, une amnistie générale est proclamée, les généraux et troupes rebelles sont intégrés et dissous dans ses propres troupes, mais avec des postes de complaisance peu stratégiques. Des administrateurs efficaces sont missionnés, des réformes agraires et fiscales sont entreprises. En quelques décennies, c'est une véritable renaissance pour les Hàn (Hàn dits « orientaux » ou « postérieurs ») avec un véritable âge d'or vers 100 apr. J.-C., les cavaliers de Bān Chāo (班超) atteignant la mer Caspienne en 97 apr. J.-C.

## Empereurs et ères de la dynastie Xin
| Années | Nom de l'ère (nianhao) | Pinyin     | Traduction                 | Empereur  |
| ------ | ---------------------- | ---------- | -------------------------- | --------- |
| 9-13   | 始建國                 | Shǐjiànguó | Nouvelle fondation du pays | Wang Mang |
| 14-19  | 天鳳                   | Tiānfèng   | Phénix céleste             | Wang Mang |
| 20-23  | 地皇                   | Dìhuáng    | Empereur de terre          | Wang Mang |

| Années | Groupe           | Groupe (fr)                 | Empereur                                                               |
| ------ | ---------------- | --------------------------- | ---------------------------------------------------------------------- |
| 23-25  | Lülín (t:綠林兵) | (Armée de la) Forêt Verte   | Liú Xuán (chinois simplifié : 刘玄 ; chinois traditionnel : 劉玄)      |
| 25     | Chìméi 赤眉軍    | (Armée des) Sourcils Rouges | Liú Pénzĭ (chinois simplifié : 刘盆子 ; chinois traditionnel : 劉盆子) |